# Bóveda vaída

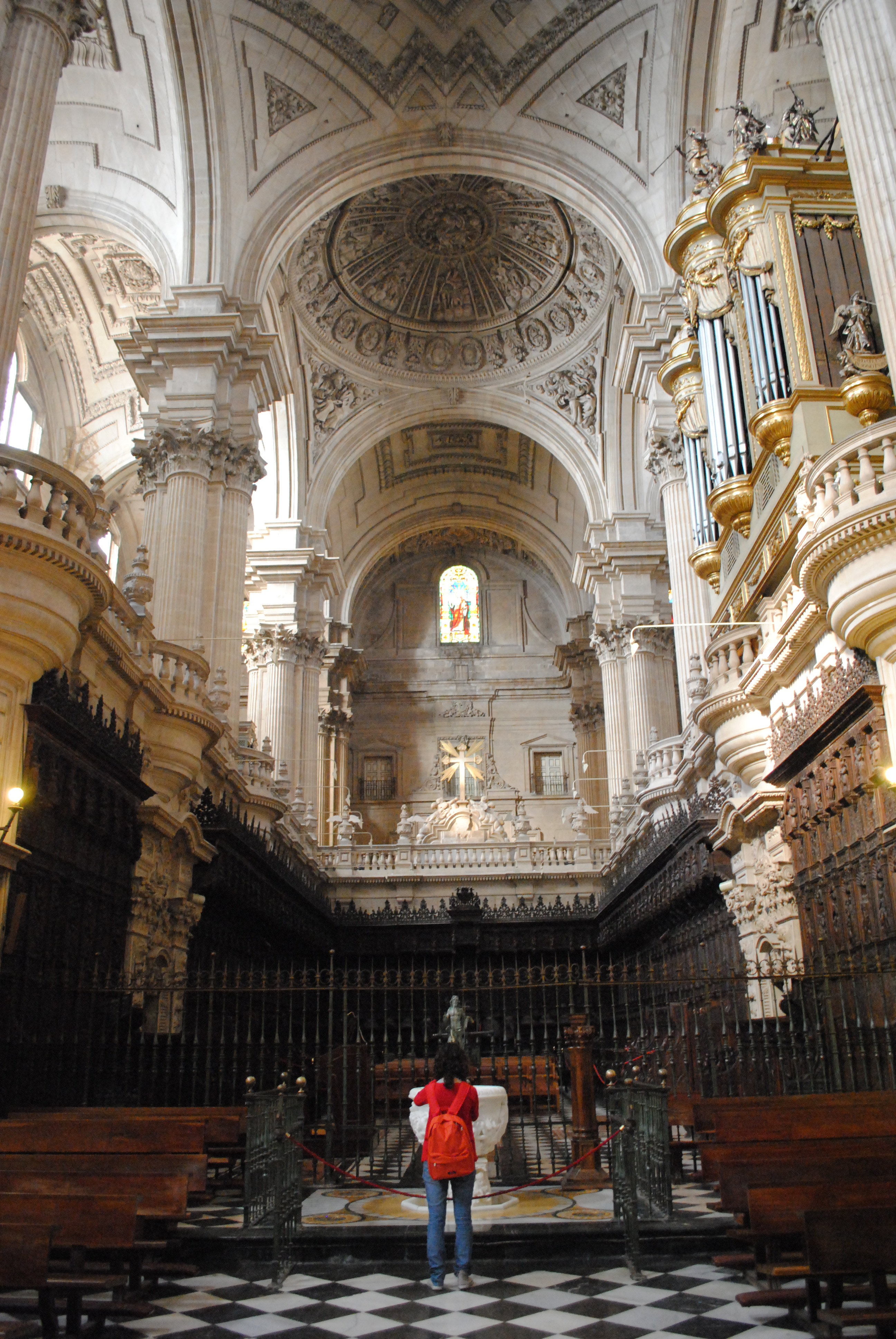
Coro de la Catedral de la Asunción de Jaén cubierta con bóvedas baídas.

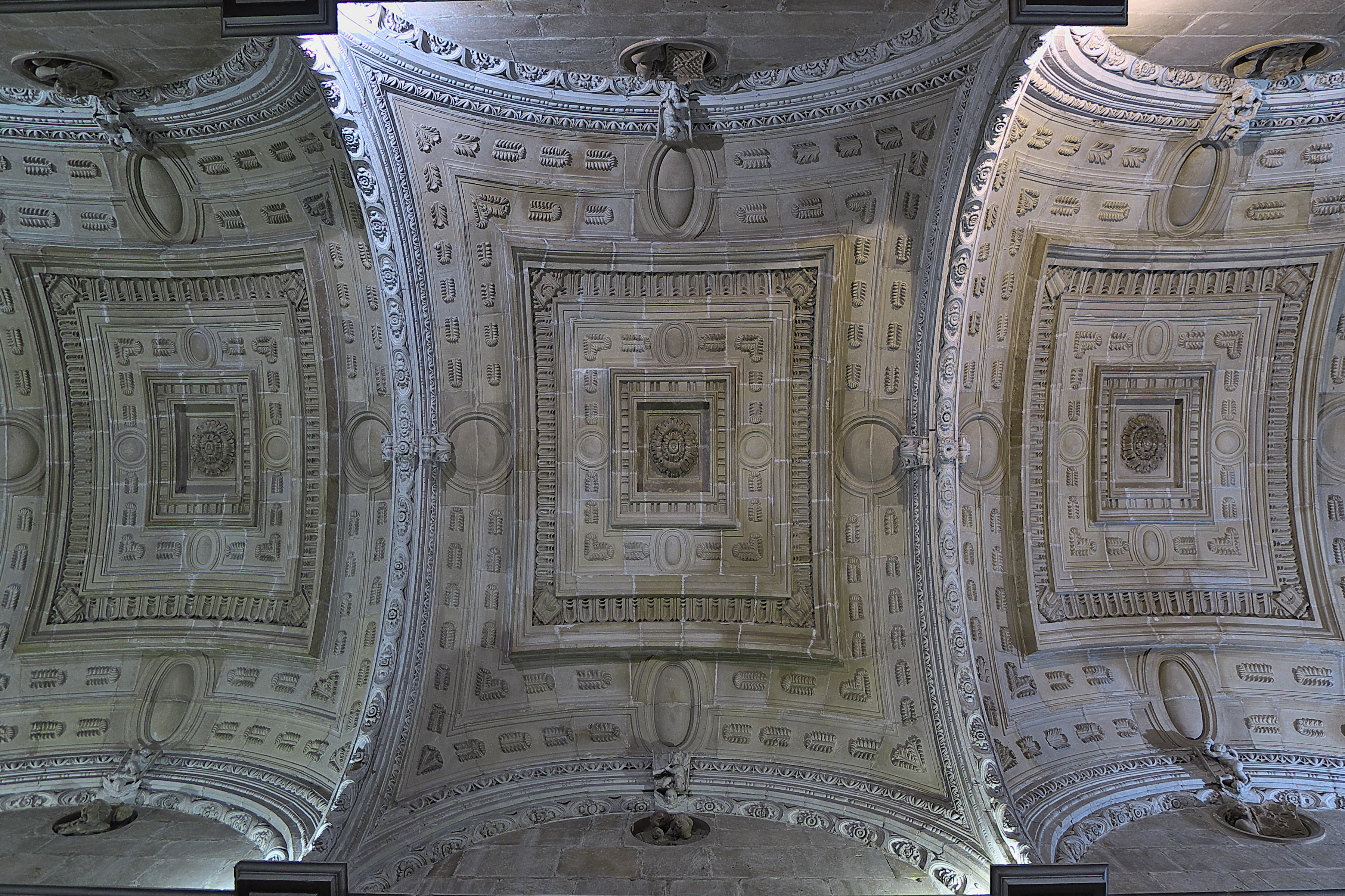
Sacra Capilla del Salvador, sacristía. Úbeda

La bóveda baída o vaída (denominada también bóveda de pañuelo) es un tipo de bóveda que resulta de seccionar un hemisferio con cuatro planos verticales cuyas trazas en planta corresponden al cuadrado inscrito en la circunferencia base de dicho hemisferio. Recibe también el nombre popular de "bóveda de pañuelo" por su parecido con la forma inversa a la que adquiere un pañuelo mojado colgando de sus vértices. En la bibliografía anglosajona se la denomina sail vault o sail dome ("bóveda de vela" o "cúpula de vela", siendo en este caso la analogía formada a partir de la forma de una vela de barco cuadrada inflada por el viento). También se usan las denominaciones pendentive domes y byzantine domes ("cúpulas de pechinas" y "cúpulas bizantinas").

## Historia
Su concatenación lineal formando galerías o naves fue introducida por Filippo Brunelleschi. En España fue usada en algunas construcciones por Diego de Siloé y su seguidor Andrés de Vandelvira, y posteriormente en edificios de época barroca.
|                                            |
| Esquema tridimensional de una bóveda baída |

|         |
| Esquema |

## Características
Esta bóveda es un casquete esférico limitado por los planos verticales de las embocaduras. Se suele sujetar a las paredes adyacentes con estribos denominados pechinas. Debido a su planta cuadrada sirve para techar espacios cuadrados. Se caracteriza por definir arcos de medio punto en su encuentro con los planos verticales que la contienen. De hecho, si se seccionase por un plano horizontal tangente a los arcos laterales solo quedarían cuatro triángulos esféricos que no son sino las pechinas que se utilizan para montar cúpulas sobre bases cuadradas.